# Computer Idee
Computer Idee is een Nederlands tijdschrift dat zich richt op de doorsnee bezitter van een personal computer, laptop, tablet of smartphone. Het blad verschijnt tweewekelijks.
Het eerste nummer werd in 1998 uitgegeven door VNU Media. Het blad richtte zich specifiek op de beginnende computergebruiker. Nog datzelfde jaar toonde Computer Idee aan dat het internetbankieren van de Rabobank gekraakt kon worden: redacteuren wisten via een neppagina toegang te krijgen tot de gegevens van klanten.
In 2000 spande betaalzender Canal+ een kort geding aan tegen uitgever VNU Media. In Computer Idee was namelijk een artikel verschenen over het omzeilen van de codering van Canal+ zodat programma's alsnog bekeken konden worden. VNU werd opgedragen alle exemplaren van het tijdschrift uit de handel te halen.
In 2007 werd het tijdschrift door HUB Uitgevers overgenomen van VNU. Bezuinigingen in 2012 zorgden voor een verkleining van de redactie. Een jaar later ging HUB Uitgevers failliet.
Sinds 2013 wordt het uitgegeven door Reshift Digital. Op 5 september 2022 werd de eigen website onderdeel van de marketingsite van hezelfde bedrijf, ID.nl. Het magazine Computer Idee wordt nog steeds uitgegeven, zowel in print als digitaal.
Binnen de markt van computerbladen bezet Computer Idee de plaats van een algemeen, populair tijdschrift; technische ingrepen die bij de gebruiker betrekkelijk veel expertise vereisen komen minder aan bod. Het oplossen van alledaagse computerproblemen, tips over nieuwe software en het beheer van de eigen computer krijgen daarentegen veel aandacht. Daarnaast besteedt het blad veel aandacht aan nieuwe ontwikkelingen en trends binnen het segment van consumentenelektronica en worden vragen beantwoord in de rubriek FAQman.